# Стела «Город воинской славы» (Брянск)
Памятник-стела «Город воинской славы» — памятная стела в городе Брянске, открытая 28 июня 2010 года на площади Воинской славы на Кургане Бессмертия.

## История
История Брянска неразрывно связана с обороной страны. Город играл важную роль в многочисленных русско-польских войнах, по итогам которых был окончательно закреплён за Россией. При Петре I город был заново укреплён. На Десне была заложена корабельная верфь, на которой строились суда Брянской флотилии для похода против Турции. В 1783 году в Брянске основан арсенал для изготовления осадной и полевой артиллерии.
Одним из разработчиков знаменитого танка Т-34 был уроженец Брянской области — генерал-майор Александр Морозов. Уроженцем Брянщины является известный конструктор артиллерийского оружия, генерал-лейтенант инженерно-технической службы Илья Иванович Иванов. Под его руководством созданы несколько видов орудий, в том числе 305 миллиметровая гаубица, 210 миллиметровая пушка, 100 миллиметровая зенитка.
Но наибольшую известность получили события Великой Отечественной войны. В конце июня 1941 года в Брянске был сформирован дивизион бронепоездов, который в составе 21-й армии принимал участие в боевых действиях. В августе на фронт был отправлен бронепоезд № 2 «За Родину».
В середине августа 1941 года, с целью прикрыть московский район с юго-запада и не допустить прорыва немецких войск к столице, был создан Брянский фронт. Благодаря трудам 130 тыс. человек, занятых в строительстве оборонительных сооружений, войскам Брянского фронта удалось на 2 месяца задержать продвижение противника.
Из добровольцев города Брянска была сформирована 331-я Пролетарская стрелковая дивизия, защищавшая Москву. С боями она прошла до Праги.
Тысячи брянцев сражались с врагом в партизанских отрядах и подполье. Брянщина стала одним из основных очагов партизанского движения. С октября 1941 года по сентябрь 1943 года брянские партизаны уничтожили около 100 тыс. немецких солдат и офицеров. Самой крупной операцией, проведенной усилиями партизан, благодаря которой на месяц была парализована переброска вражеских эшелонов на Орловско-Курском направлении, был взрыв Голубого моста через Десну. Этот мост в годы войны имел огромное значение для немецкой армии: из Германии по дороге Гомель — Брянск по мосту круглосуточно проходили эшелоны с живой силой и техникой. В обратную сторону фашисты везли все то, что успели награбить на захваченных территориях. Дорога эксплуатировалась с предельной нагрузкой.
Партизаны Брянщины принимали активное участие в боях по освобождению своего края после победы Красной Армии на Орловско-Курской дуге.
Около 200 брянцев удостоены знания Героя Советского Союза, а танкист Давид Драгунский, лётчик Павел Камозин и комбриг Александр Головачев удостоены этого знания дважды. Около 30 — являются кавалерами ордена Славы всех трёх степеней.
За активное участие в партизанском движении, мужество и стойкость, проявленные трудящимися в период Великой Отечественной войны, а также за успехи, достигнутые в восстановлении и развитии народного хозяйства, Указом Президиума Верховного Совета СССР от 30 января 1967 года Брянская область была награждена высшей наградой страны — орденом Ленина. Город Брянск Указом Президиума Верховного Совета СССР от 29 марта 1979 года награждён орденом Октябрьской Революции «за успехи в хозяйственном и культурном строительстве и заслуги в революционном движении, мужество и стойкость трудящихся города в годы Великой Отечественной войны, активное участие в партизанском движении», а в 1985 году за ратные и трудовые подвиги удостоен ордена Трудового Красного Знамени.
А Указом президента Российской Федерации № 339 от 25 марта 2010 года городу Брянску присвоено почётное звание «Город воинской славы». 4 мая 2010 года в Кремле состоялась церемония вручения грамот о присвоении звания городам, в числе которых был Брянск. В соответствии с Указом Президента РФ от 1 декабря 2006 года № 1340, в каждом городе, удостоенном этого высокого звания, устанавливается стела, посвященная этому событию. В Брянске стелу решено было разместить перед Курганом Бессмертия — рукотворным памятником павшим героям войны, заложенным 11 мая 1967 года. Так перед курганом появилась новая достопримечательность — площадь Воинской славы.

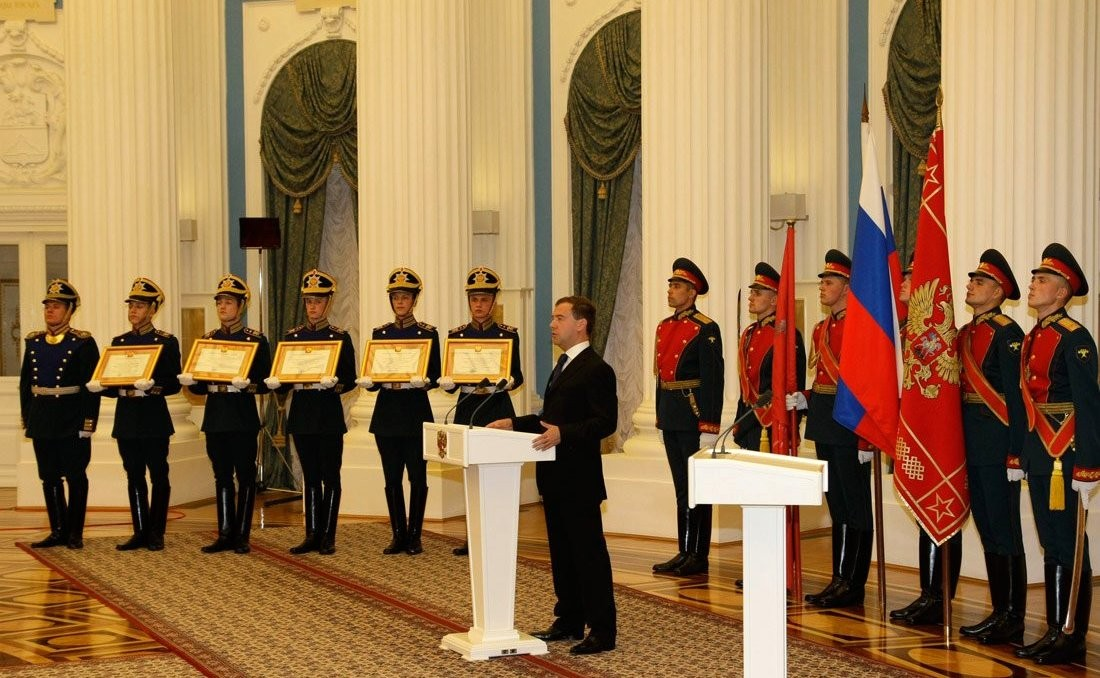
Церемония вручения грамот о присвоении почётных званий городам
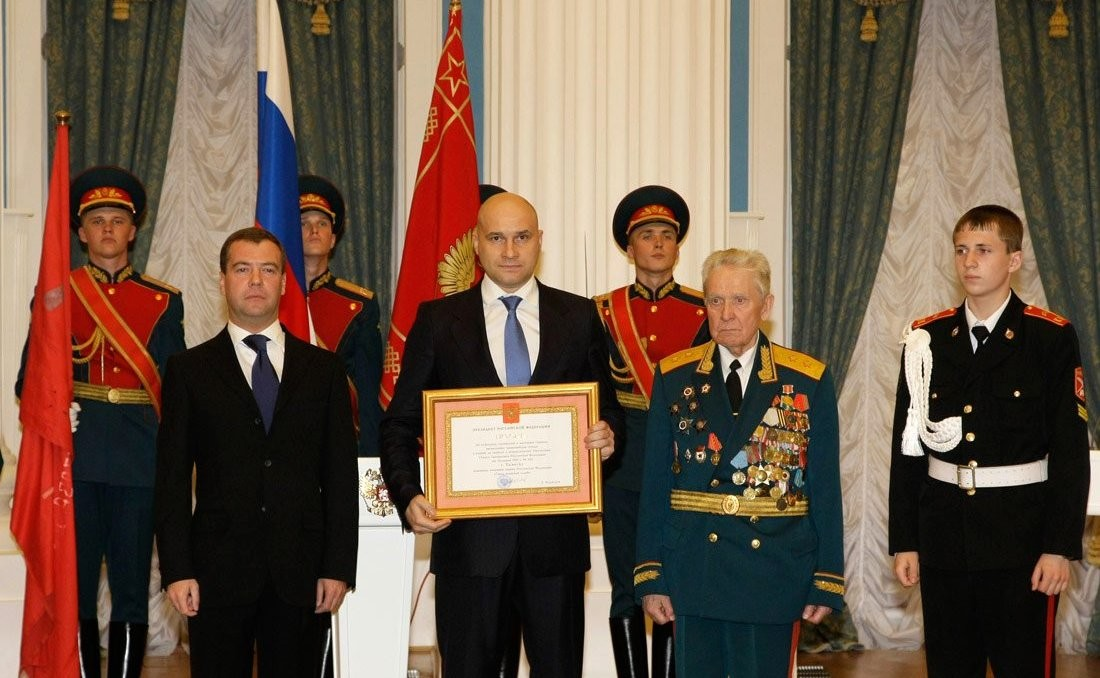
Вручение грамоты о присвоении Брянску почётного звания
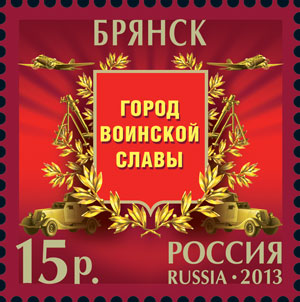
Памятная марка, посвящённая городу воинской славы
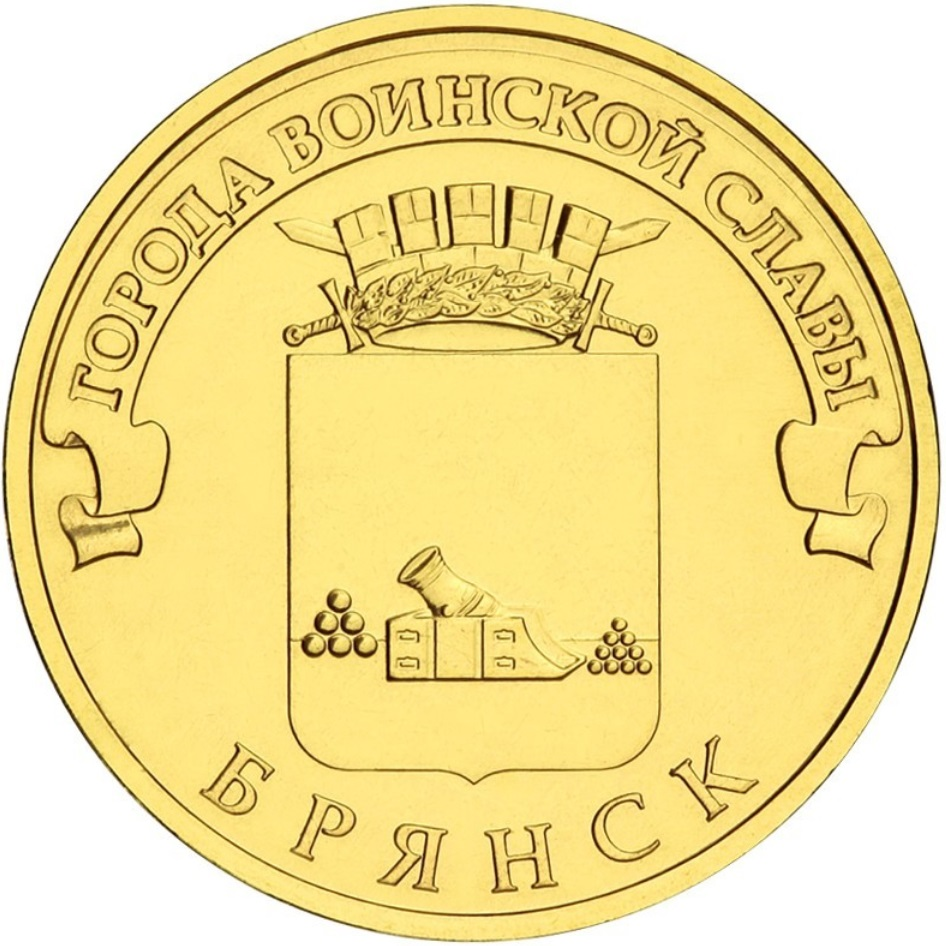
Изображение герба города воинской славы на монете

Председатель областного комитета ветеранов войны и военной службы Д. В. Митченков прибыл на Брянщину с грамотой Президента РФ 5 мая 2010 года, и в тот же день строители завершили монтаж памятной стелы. А торжественное открытие памятника и одноименной площади состоялось 28 июня, в канун Дня партизан и подпольщиков, который впервые праздновался по всей России 29 июня 2010 года. 
В мероприятии приняли участие полномочный представитель Президента РФ в Центральном Федеральном округе Георгий Полтавченко, губернатор Брянской области Николай Денин, депутат Государственной Думы Герой России Андрей Бочаров, другие официальные лица города и области, представители духовенства, ветераны и жители города. В тот же день на внеочередном заседании горсовета учреждена памятная медаль «Брянск — город воинской славы».
30 января 2013 года поступила в обращение почтовая марка, а 6 ноября 2013 года в обращение была выпущена памятная монета «Города воинской славы Брянск» номиналом 10 рублей. Ещё одним символом стал Меч Победы, вручённый Брянску, как и другим городам воинской славы, 9 июня 2022 года в зале Славы Музея Победы в парке Победы на Поклонной горе в Москве. Изготовленный в Златоусте меч покрыт золотом высшей 999,9 пробы и инкрустирован уральскими самоцветами — гранатами, символизирующими пролитую кровь, и голубыми топазами, которые считаются символом мира. Длина мечей составляет 1,2 метра, вес — более пяти килограммов. На клинке, украшенном растительным орнаментом, высечены знаменитые слова князя Александра Невского: «Кто с мечом к нам придет, тот от меча и погибнет». Ранее, в апреле 2015 года, аналогичные Мечи Победы были переданы на вечное хранение городам-героям.

## Описание
Памятная стела представляет собой колонну, расположенную на квадратной гранитной площадке, площадью 289 м². В центре квадратного возвышения, на пьедестале колонны дорического ордера располагается текст Указа Президента РФ № 339 от 25 марта 2010 года о присвоении городу почетного звания «Город воинской славы» за мужество, стойкость и массовый героизм, проявленные защитниками города в борьбе за свободу и независимость отечества. С обратной стороны пьедестала находится картуш с изображением герба Брянска. Колонна увенчана бронзовым двуглавым орлом. По углам квадратного возвышения установлены четыре пилона с бронзовыми скульптурными барельефами, изображающими основные события, в связи с которыми городу присвоено почётное звание. Авторы — заслуженный архитектор России И. Н. Воскресенский, В. В. Перфильев, заслуженный художник России С. А. Щербаков.

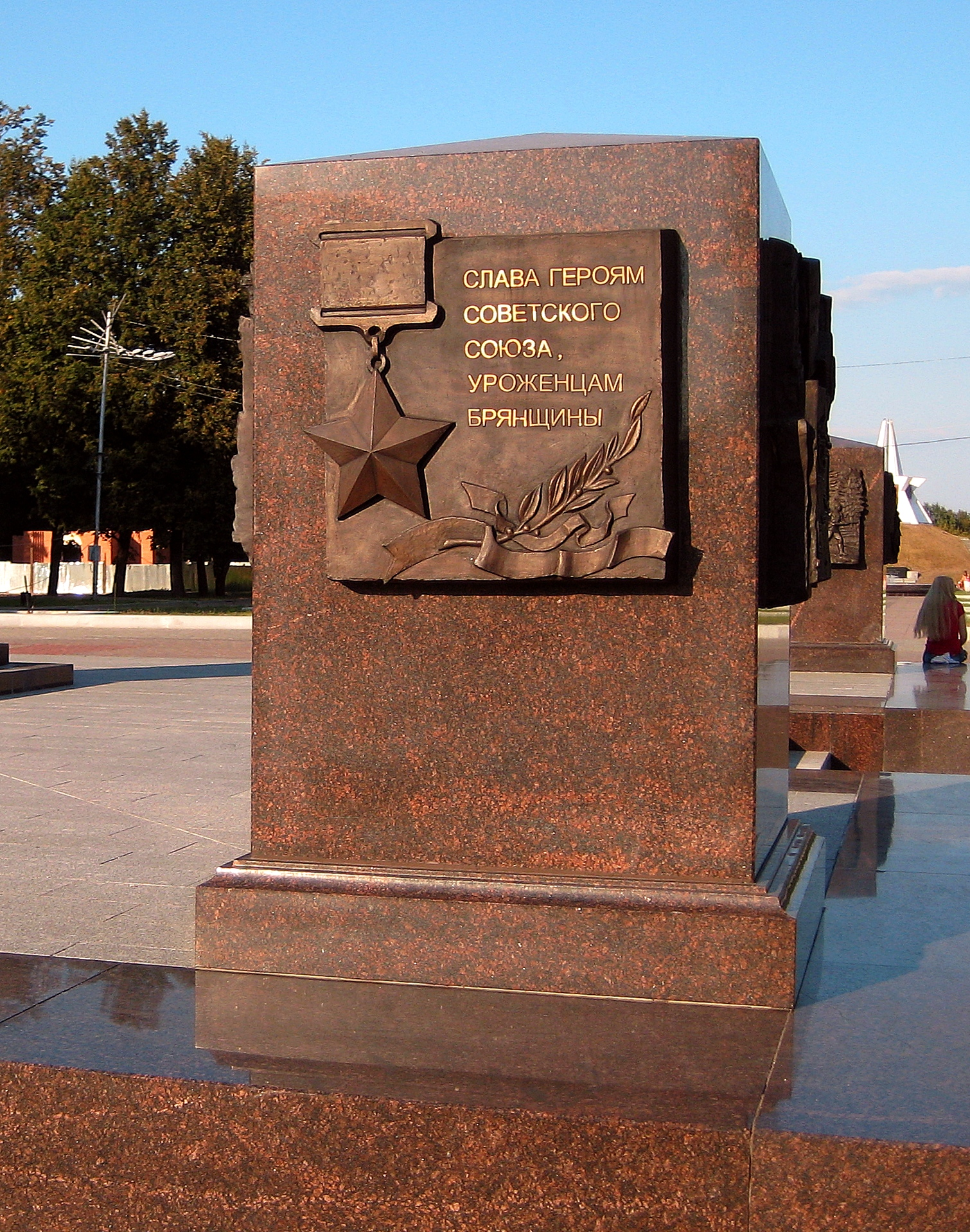
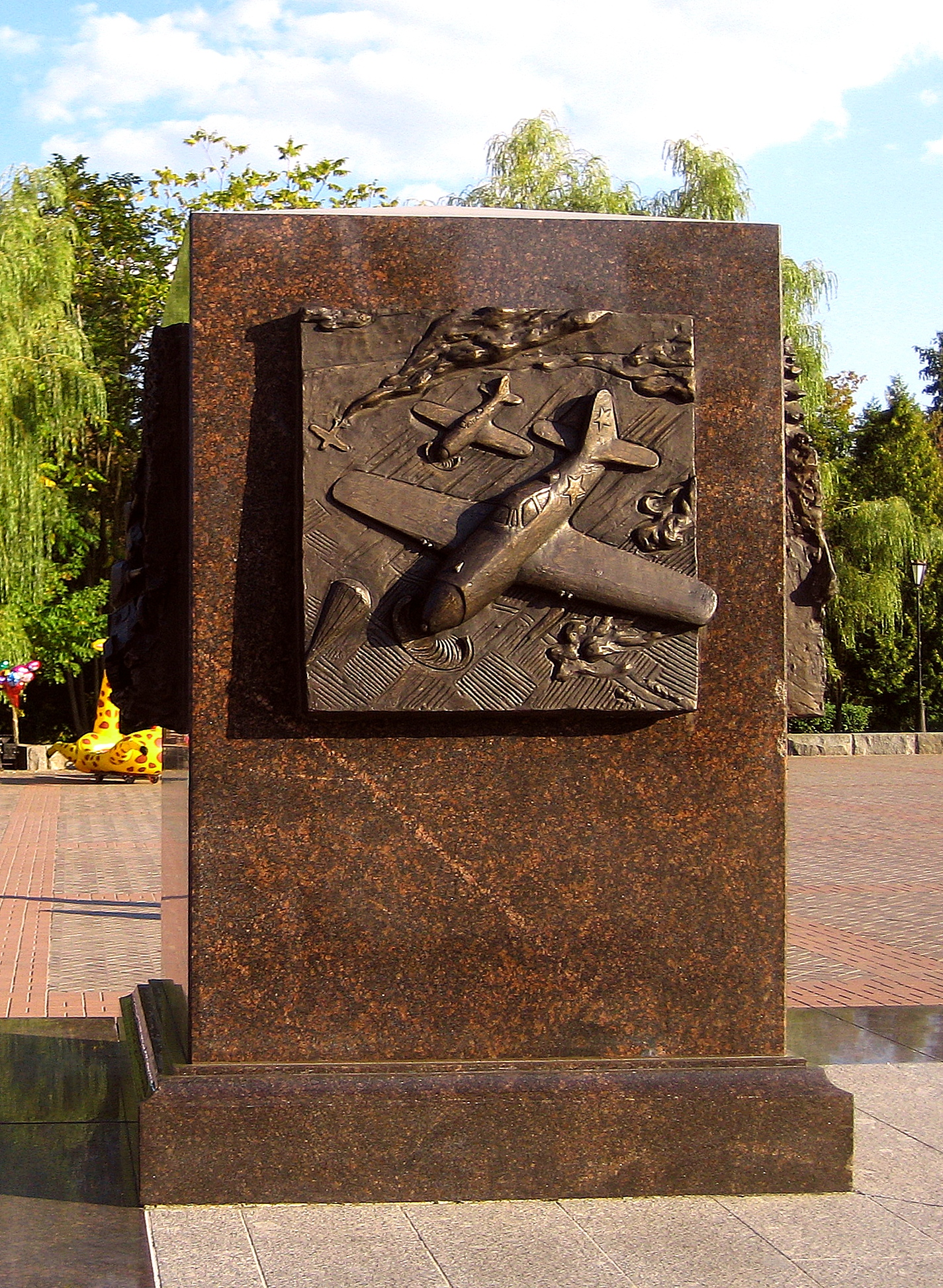
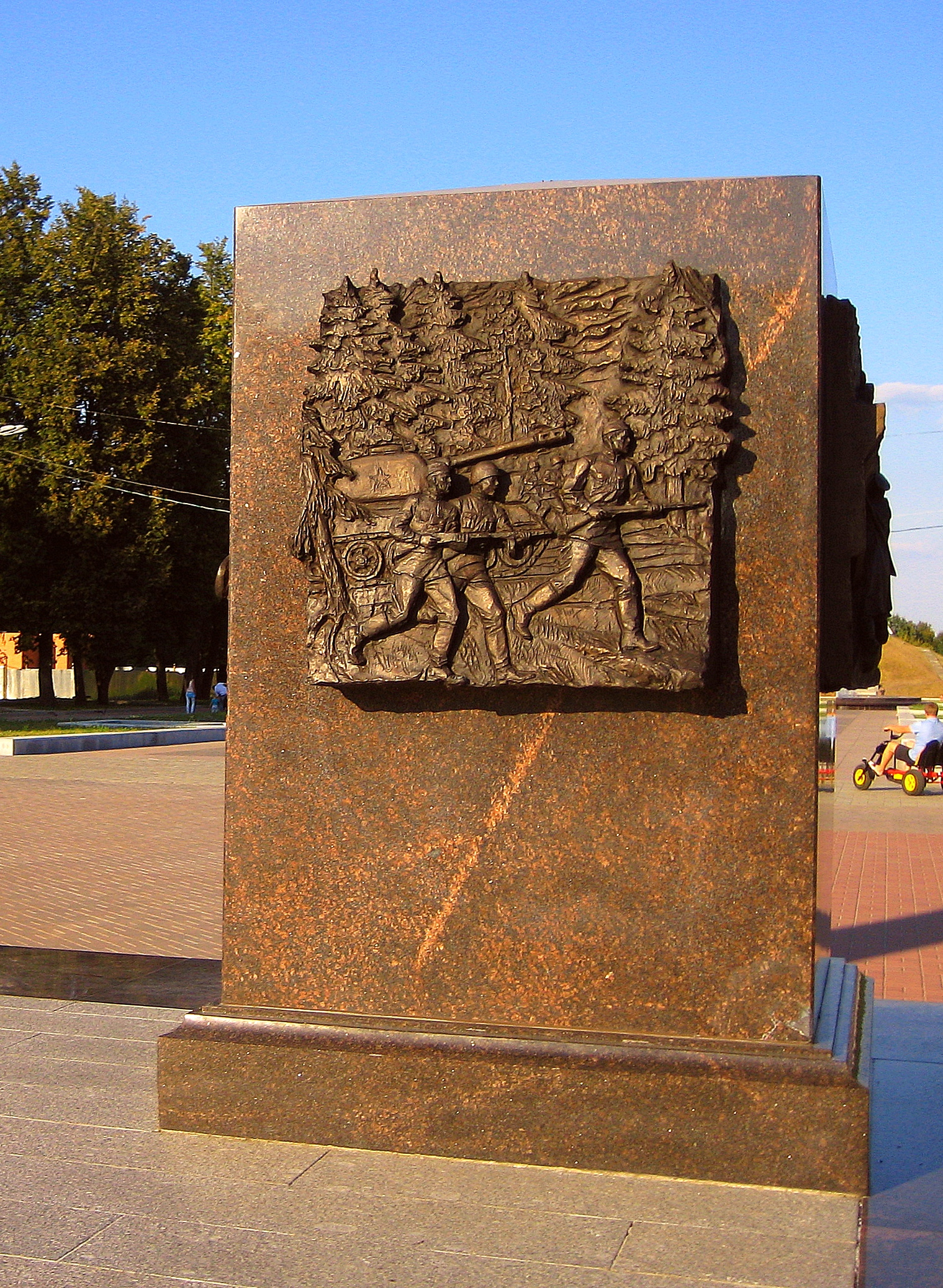
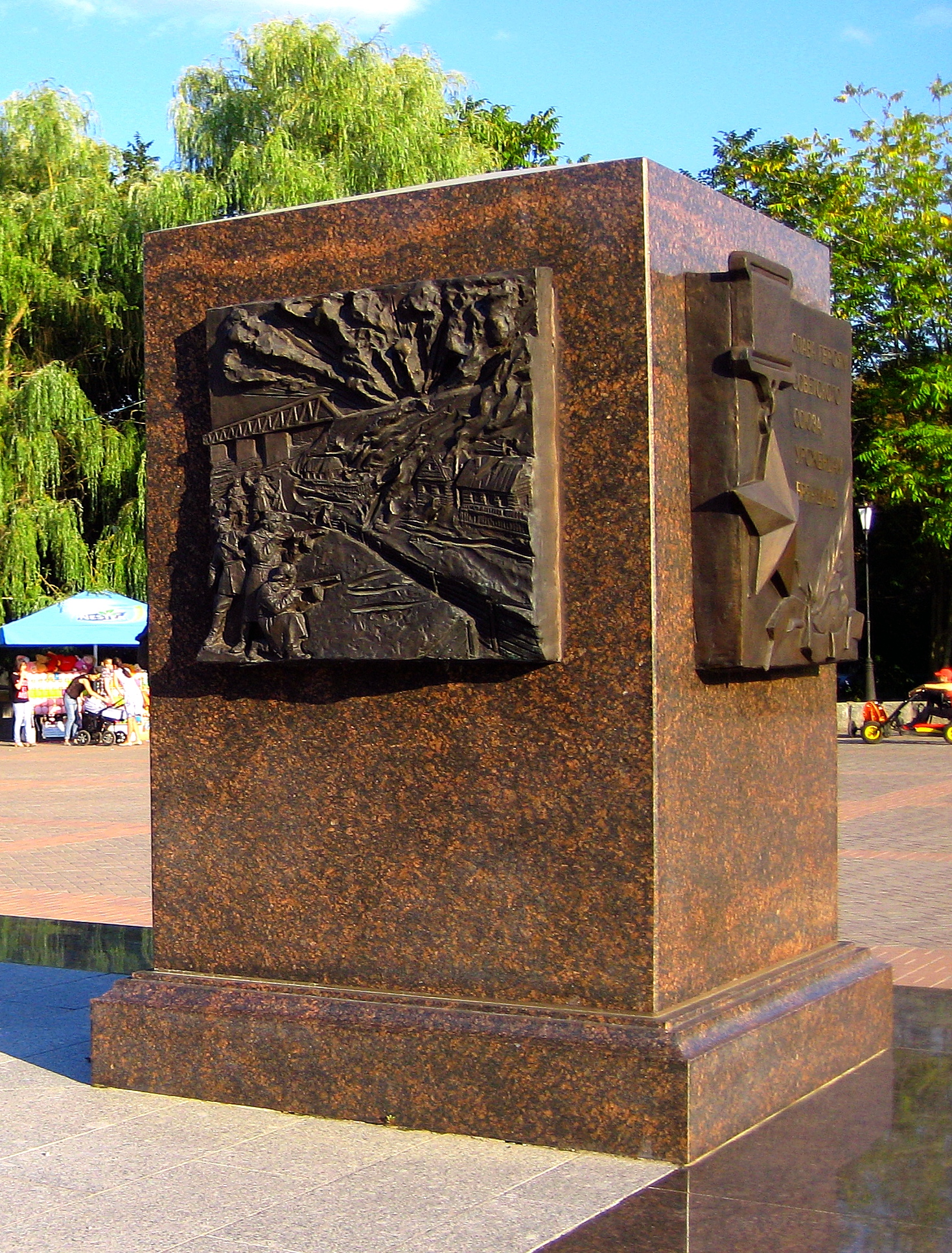
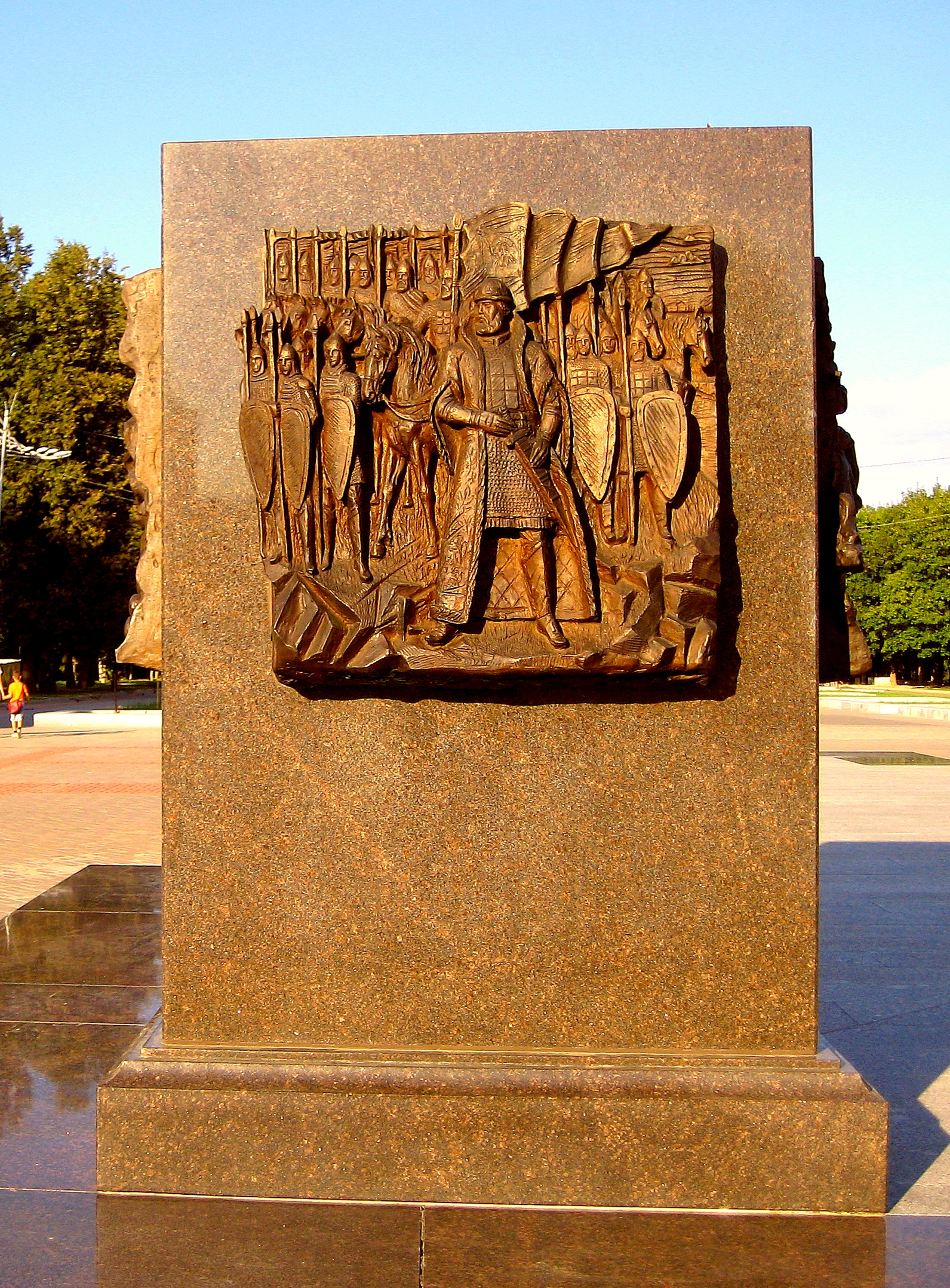
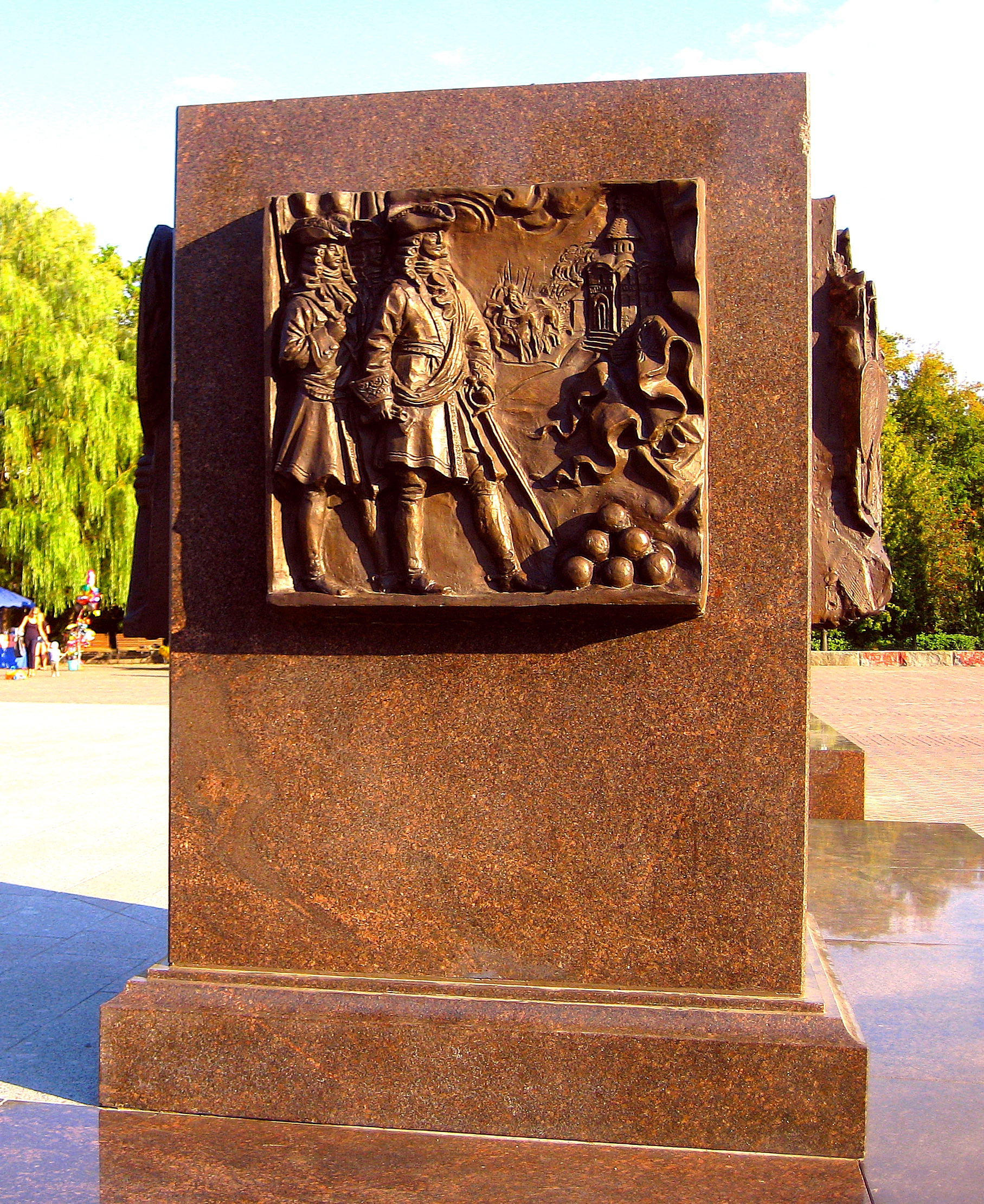
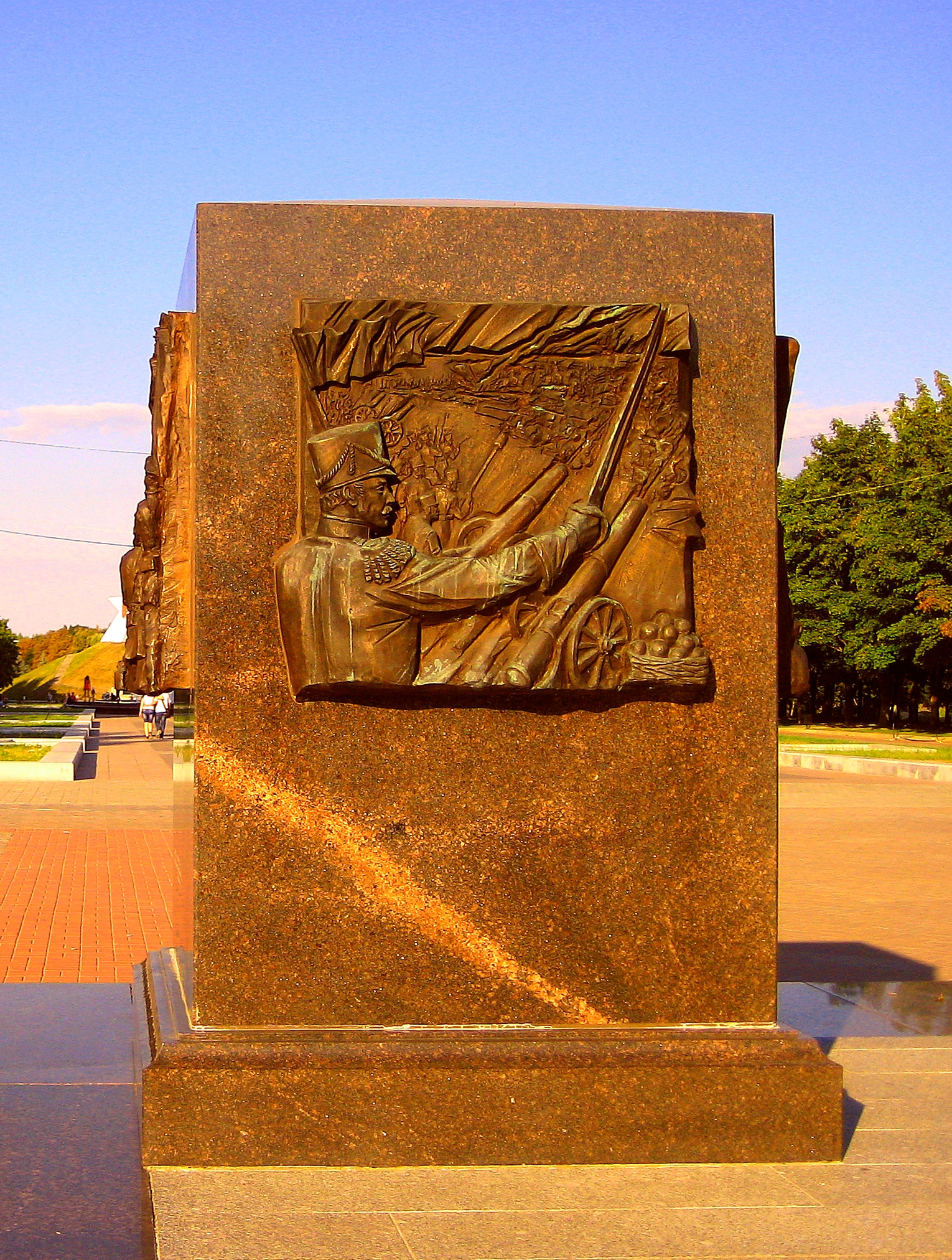
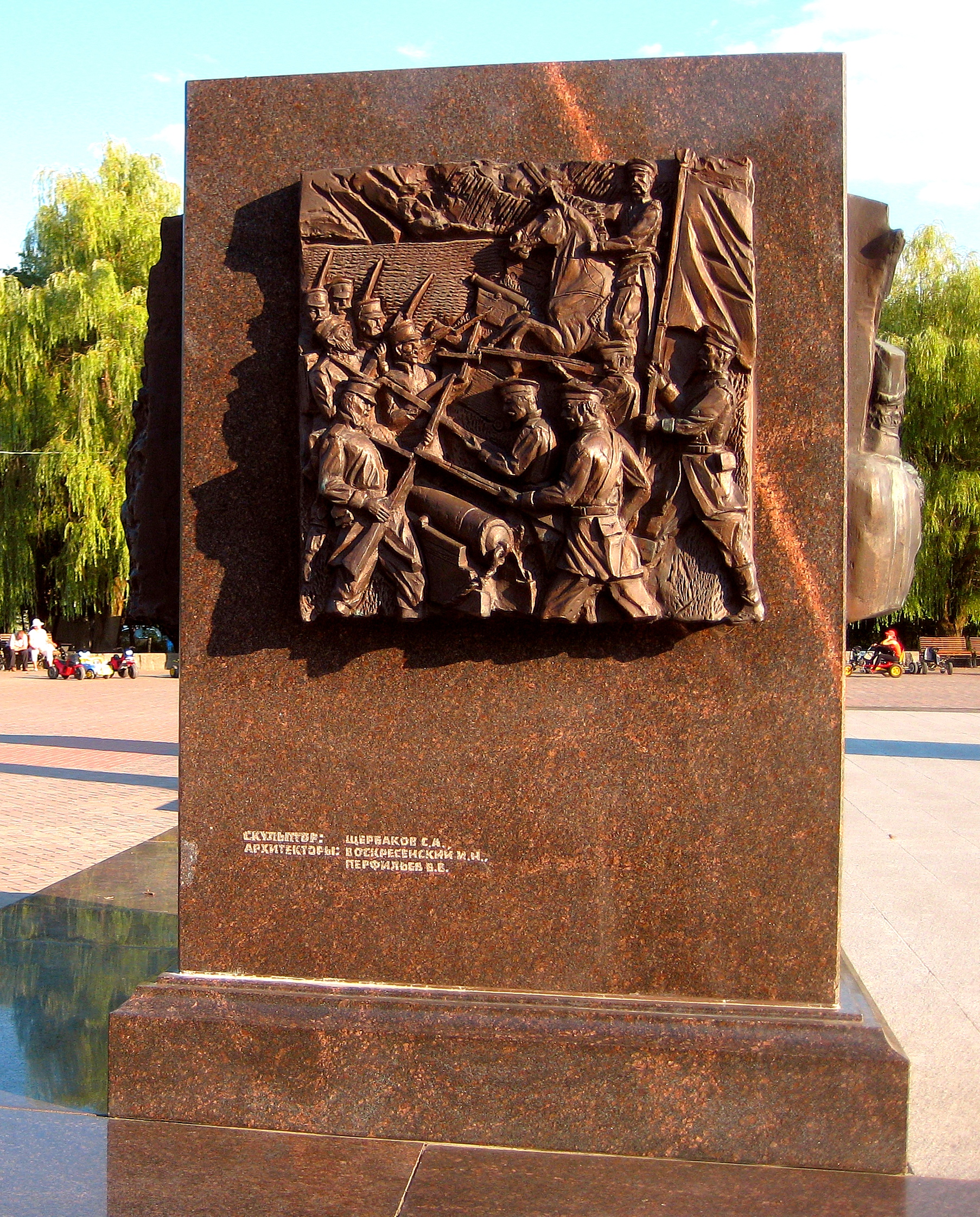